# Lupin (Tommaso Paradiso)
Lupin è un singolo del cantante italiano Tommaso Paradiso, pubblicato il 19 gennaio 2022 come terzo estratto dal primo album in studio Space Cowboy.

## Video musicale
Il video, diretto dai YouNuts!, è stato reso disponibile il 21 gennaio 2022 attraverso il canale YouTube del cantante e vede protagonisti lo stesso Paradiso con la madre, la sua compagna, i suoi cani e la sua "famiglia musicale". A tal proposito lo stesso Paradiso ha spiegato:

## Tracce
Testi e musiche di Tommaso Paradiso.
1. Lupin – 4:43